# تنور

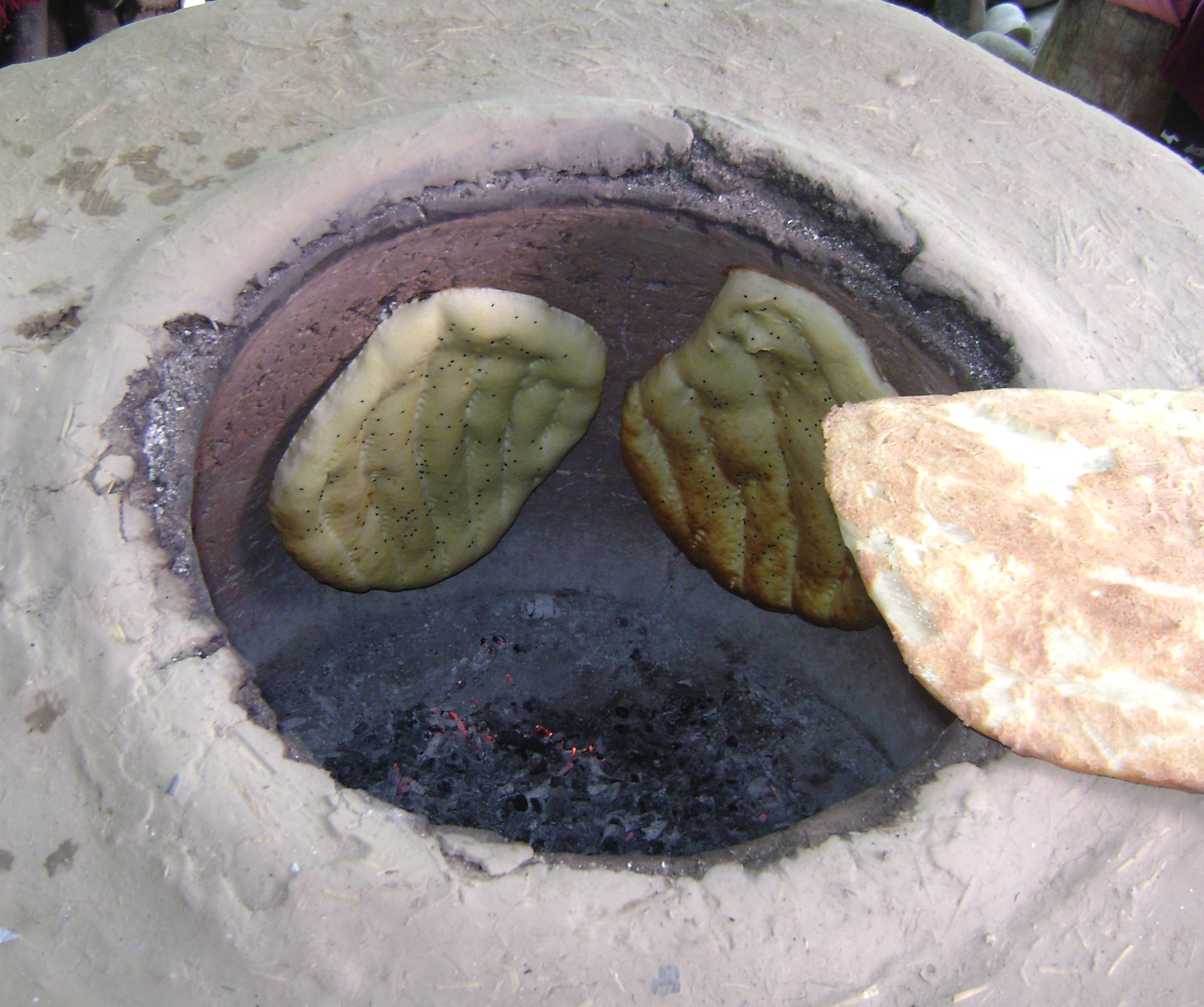
تنور

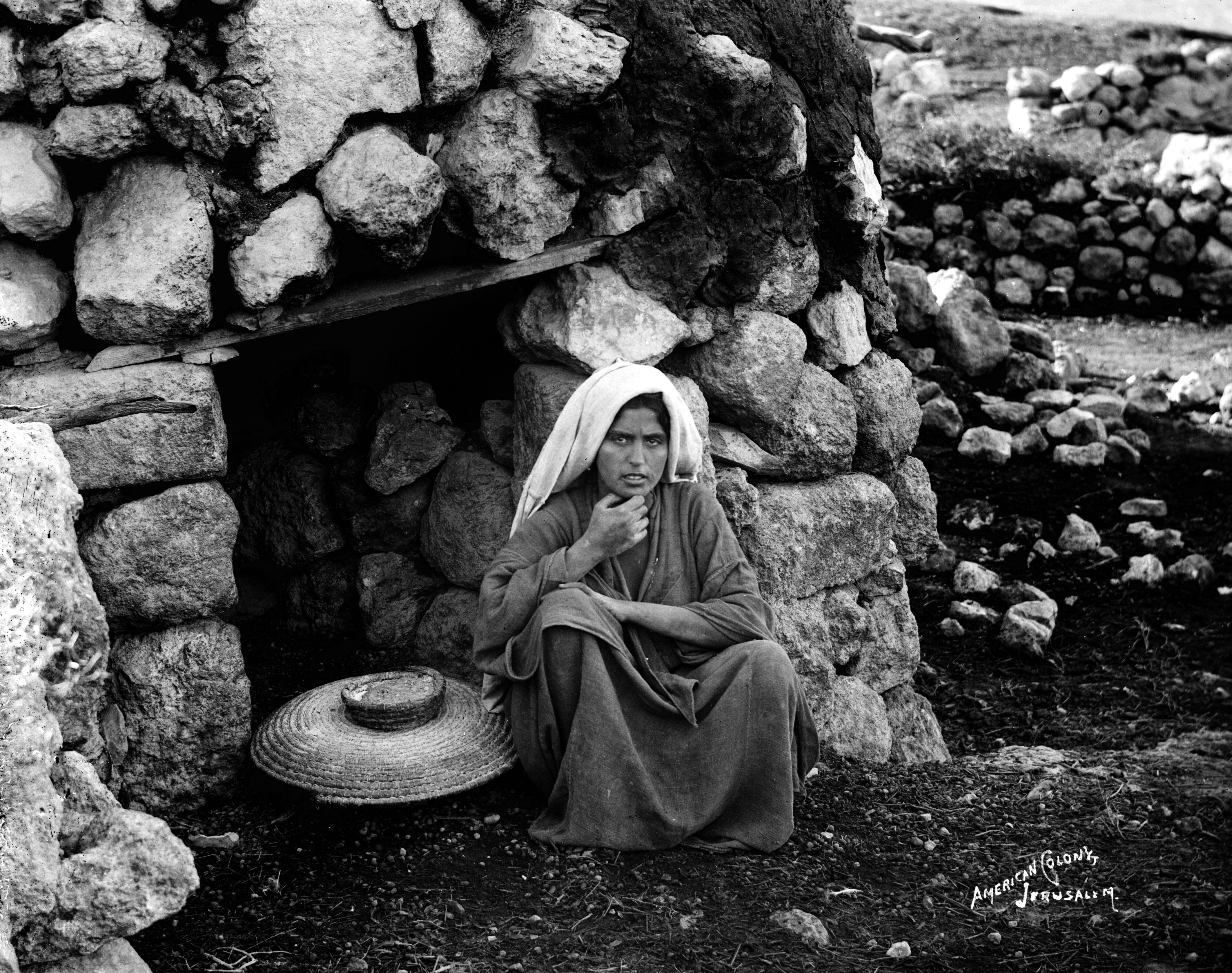
نگاره‌ای بین ۱۸۹۸ تا ۱۹۱۴ از یک دختر فلسطینی در کنار طابون (en). طابون، نوعی تنور سنتی مورد استفاده در آشپزی عربی (en) است.

تَنور (عربی: تنور، اردو: تندور) یک نوع فِر (تاوَن) استوانه‌ای شکل گِلی است که در پخت‌وپز استفاده می‌شود. تنور در کشورهای جمهوری آذربایجان، هندوستان، ترکیه، ایران، ارمنستان، پاکستان، ازبکستان، افغانستان، بالکان، خاورمیانه، آسیای میانه و همچنین برمه و بنگلادش برای پخت نان استفاده می‌شود.

## ریشه‌شناسی

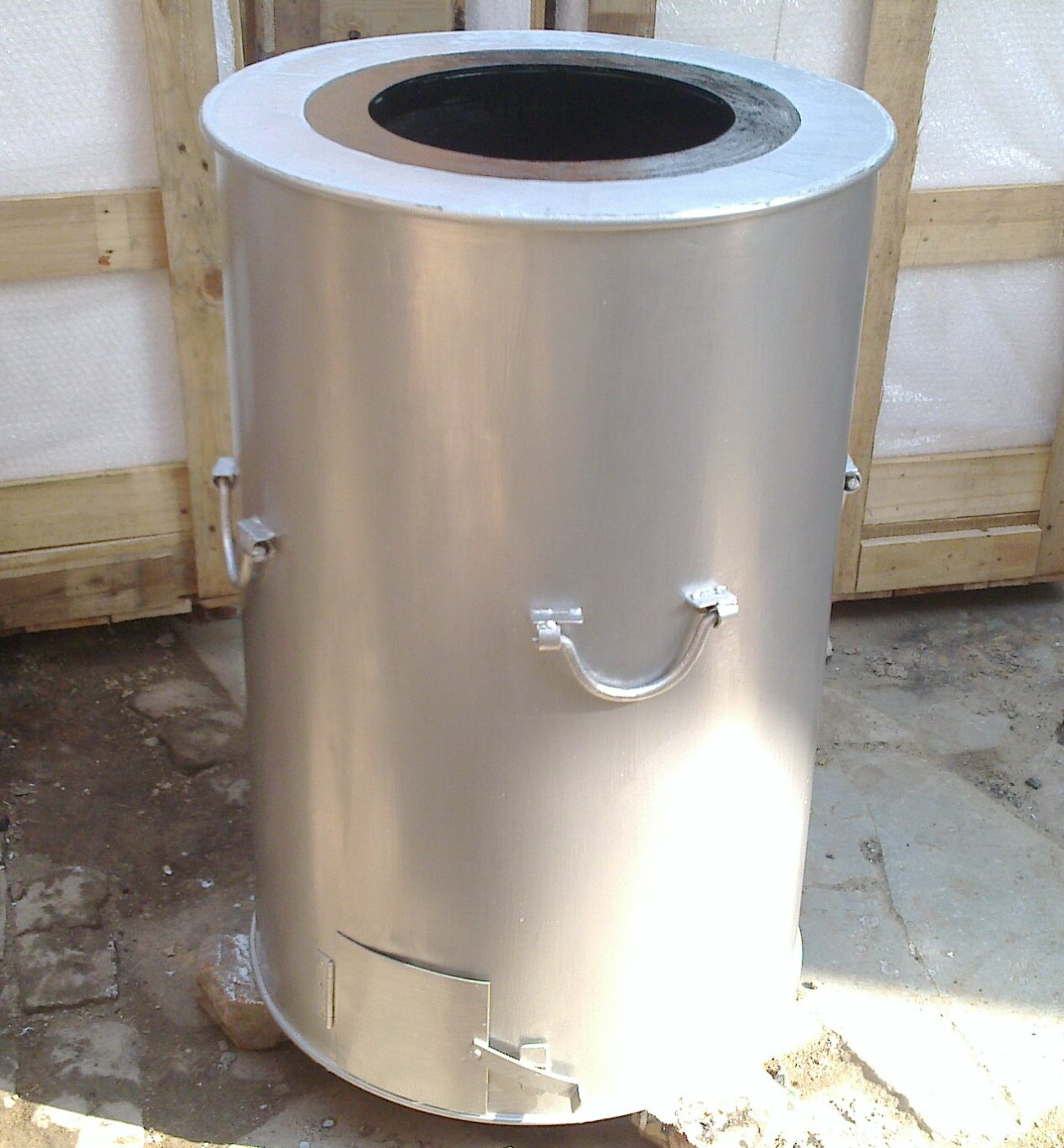
زغال سنگ اخراج درام Tandoor

در زبان اَکَدی «تی‌نورو» آمده چون ریشه ٔلغت مزبور در هیچیک از زبان‌های سامی اصلی نیست، ممکن است متوجه فرضیه لغویان مسلمان راجع به ایرانی بودن اصل لغت شد. فرانکل (Fraenkel) بر آنست که لغت عربی تنور از آرامی به عاریت گرفته شد. در آرامی «تنورا» و در عبری «تنور» به تشدید دوم آمده، فرانکل گوید لغت آرامی خود از منشاء ایرانی است. در اوستا (نسک وندیداد) کلمه «تنورا» آمده و در پهلوی به صورت «تنور» بمعنی اجاق طبخ ... با این حال لغت مزبور بنظر می‌رسد نه ایرانی باشد و نه سامی، ولی ایران‌شناسان آن را از مأخذ سامی دانسته‌اند. آنچه قریب به حقیقت بنظر می‌رسد آنست که کلمه ٔ مزبور متعلق است به ملت ماقبل سامی و ماقبل هندواروپایی مقیم ناحیه‌ای که بعدها ایرانیان و سامیان جای آن‌ها را گرفتند و این کلمه را به همان معنی اصلی پذیرفتند.